# Marcelo Fernández Gómez
Marcelo Rodrigo Fernández Gómez (Santiago, 1968) es un ingeniero civil industrial y político chileno, que desde noviembre de 2021 hasta marzo de 2022, se desempeñó como subsecretario del Medio Ambiente, bajo el segundo gobierno del presidente Sebastián Piñera.
Es ingeniero civil industrial de la Universidad de Chile.

## Trayectoria política
Desde 1994 ha estado ligado a gestiones medioambientales. cuando se incorporó a la extinta Comisión Especial de Descontaminación Atmosférica de la Región Metropolitana. Dirigió el Área de Descontaminación Atmosférica de la Región Metropolitana, entre 2003 y 2009, de la entonces Comisión Nacional del Medio Ambiente (CONAMA). Allí estuvo encargado de elaborar e implementar el «Plan de Descontaminación Atmosférico».
Posteriormente —en el primer gobierno de Sebastián Piñera—, se desempeñó como jefe de la «División de Calidad del Aire» del Ministerio del Medio Ambiente (2010-2014), a cargo de temas atmosféricos, ruido ambiental, olores y contaminación lumínica donde lideró el diseño e implementación del «Programa de Aire Limpio»., primer programa de alcance nacional orientado a controlar la contaminación atmosférica. 
Fungió también como gerente de proyectos del «Centro de Estudios Estratégicos en Medio Ambiente y Energía», Premio Nobel Mario Molina (2015-2017) donde fue encargado de la ejecución de estudios relacionados con el control de la contaminación atmosférica y cambio climático en varios países de Latinoamérica.
Para el segundo gobierno de Sebastián Piñera —en marzo de 2018—, asumió la jefatura de la «División de Calidad del Aire y Cambio Climático», del Ministerio del Medio Ambiente, ejerciendo dicho cargo hasta el 22 de septiembre, cuando fue designado como subsecretario del Medio Ambiente tras el nombramiento de —su predecesor— Javier Naranjo Solano como ministro del ramo, por causa de la renuncia de Carolina Schmidt.